# Хейвен, Джеймс
Джеймс Хейвен (англ. James Haven, при рождении Джеймс Хейвен Войт; род. 11 мая 1973, Лос-Анджелес, Калифорния, США) — американский актёр и продюсер, более всего известный по картинам «Джиа», «Соблазн» и «Бал монстров».

## Биография
Джеймс Хейвен Войт родился в Лос-Анджелесе, Калифорния в актёрской семье. Его отец Джон Войт играл в известных фильмах «Полуночный ковбой», «Миссия невыполнима», «Пёрл Харбор». Его мать Маршелин Бертран тоже была актрисой, но не добилась особых успехов. По отцовской линии Хейвен имеет немецкое и словацкое происхождение, а со стороны матери — франкоканадское, голландское и немецкое. Также в некоторых интервью Джеймс говорил о том, что через свою мать связан родством с индейским племенем ирокезы. Джеймс является старшим братом известной актрисы Анджелины Джоли и племянником известного американского кантри-исполнителя Чипа Тейлора.
После развода родителей в 1976 году Хейвен и его сестра остались с матерью, которая, отказавшись от своих актёрских амбиций, переехала с ними в пригород Оранджтаун, Нью-Йорк. Но, когда ему было 13 лет, семья переехала обратно в Лос-Анджелес, где он учился в Старшей школе Беверли-Хиллз. Получив среднее образование, будущий актёр поступил в Университет Южной Калифорнии, закончив университетскую киношколу (англ. USC School of Cinematic Arts). Во время учёбы он получил премию Джорджа Лукаса за лучший студенческий фильм, а также был директором своей сестры, которая в это время начинала свою актёрскую карьеру.
Хейвен начал карьеру актёра в 1998 году, получив небольшие роли в нескольких фильмах, где в главных ролях была Анджелина, а именно «Джиа», «Адская кухня», «Соблазн», а также в фильме «Бал монстров», в котором снимался муж Джоли — Билли Боб Торнтон. В 2004 году Хейвен также появился в эпизоде сериала «C.S.I.: Место преступления».
В 2005 году Хейвен выступил в роли исполнительного продюсера документальной ленты «Труделл» о легендарном поэте, активисте, этническом индейце Джоне Труделле. Этот фильм получил награды кинофестивалей «Сандэнс» и «Трайбека», а также выиграл специальный приз жюри за лучшую документальную картину на Международном кинофестивале в Сиэтле. С 2006 года Хейвен является исполнительным продюсером лос-анджелесского кинофестиваля «Артивист», который занимается картинами о проблемах прав человека, прав животных и защиты окружающей среды.
Как и его сестра, Хейвен на протяжении нескольких лет не общался со своим отцом и даже юридически отказался от фамилии Войт. Смерть матери от рака яичников 27 января 2007 года примирила его с отцом. В 2009 году он пришёл к вере и стал посещать одну из христианских церквей.

## Фильмография
| Год  |     | Русское название           | Оригинальное название          | Роль                     |
| ---- | --- | -------------------------- | ------------------------------ | ------------------------ |
| 1998 | тф  | Джиа                       | Gia                            | молодой человек на улице |
| 1998 | ф   | Адская кухня               | Hell’s Kitchen                 | бармен                   |
| 1999 | ф   | Памятный альбом            | Scrapbook                      | Джейми Парк              |
| 2001 | ф   | Соблазн                    | Original Sin                   | Фауст                    |
| 2001 | ф   | Бал монстров               | Monster’s Ball                 | охранник больницы        |
| 2002 | ф   | Оушен Парк                 | Ocean Park                     | новичок                  |
| 2003 | ф   | Смертельная охота          | Hunting of Man                 | Ашер                     |
| 2004 | с   | C.S.I.: Место преступления | CSI: Crime Scene Investigation | Лазарус Кейн             |
| 2004 | кор | —                          | Rent-a-Person                  | Джеймс Коулмен           |
| 2004 | ф   | Спастись до рассвета       | Breaking Dawn                  | Дон Уэйк                 |
| 2006 | ф   | Остаться в живых           | Stay Alive                     | Джонатан Малкус          |
| 2007 | кор | Подтверждение              | Validation                     | неинформированная пара   |
| 2007 | с   | Игра                       | The Game                       | режиссёр                 |
| 2012 | ф   | Глубоко в сердце           | Deep in the Heart              | Гэри                     |
| 2014 | кор | —                          | Easy Silence                   | Трент                    |